# Kayōkyoku
Kayōkyoku (歌謡曲, literalmente "Tonada pop") es un género musical japonés y una de las bases del j-pop moderno. The Japan Times describió al kayōkyoku como "la forma en la que era conocida la música popular japonesa antes de la llegada del más occidentalizado y sofisticado j-pop de inicios de los años 1990", y también como "pop de la Era Shōwa".
El kayōkyoku presenta una mezcla de escalas musicales japonesas y occidentales, como resultado, la música de este género es extremadamente ecléctica, aun así, en el sentido más estricto el género excluye al j-pop y al Enka.
A diferencia del j-pop, los cantantes de kayōkyoku no utilizan una pronunciación estilizada, basada en el idioma inglés, y dan preferencia al japonés tradicional. Hay excepciones como en la canción “Rock ‘n’ Roll Widow” de la cantante Momoe Yamaguchi.